# خرشة زهب هجر (حرض)

تعديل مصدري - تعديل

خرشة زهب هجر هي إحدى قرى عزلة الفج بمديرية حرض التابعة لمحافظة حجة، بلغ تعداد سكانها 204 نسمة حسب تعداد اليمن لعام 2004.